# اچ‌ام‌اس کورلو (۱۸۱۲)

{{Infobox ship characteristics
اچ‌ام‌اس کورلو (۱۸۱۲) (به انگلیسی: HMS Curlew (1812)) یک کشتی بود که طول آن ۱۰۰ فوت ۱ اینچ (۳۰٫۵ متر) Length overall بود. این کشتی در سال ۱۸۱۲ (میلادی)|۱۸۱۲]] ساخته شد.